# Porcelana (álbum de Negritude Júnior)
Porcelana é o sétimo álbum de estúdio do grupo de pagode Negritude Júnior, lançado em 1998 pela gravadora EMI. As faixas de destaque deste álbum foram "O Beijo", "Nossa Cama é Uma Loucura", "Da-Lhe Que Da-Lhe", "Bora" e a faixa-título "Porcelana". O álbum recebeu da ABPD a certificação de disco de platina.

## Faixas
| N.º            | Título                     | Compositor(es)                                                 | Duração |  |
| 1.             | "O Beijo"                  | Jota Maranhão                                                  | 3:42    |  |
| 2.             | "Porcelana"                | Altay Veloso                                                   | 4:51    |  |
| 3.             | "Nossa Cama É Uma Loucura" | Chico Roque / Paulinho Rezende                                 | 4:37    |  |
| 4.             | "Bora"                     | Delcio Luiz / Ronaldo Barcellos                                | 4:34    |  |
| 5.             | "Amor em Silêncio"         | Altay Veloso                                                   | 4:09    |  |
| 6.             | "Da-Lhe Que Da-Lhe"        | Delcio Luiz / Ronaldo Barcellos                                | 3:54    |  |
| 7.             | "Kama Sutra"               | Chico Roque / Paulinho Rezende                                 | 4:36    |  |
| 8.             | "Quem é Você"              | Márcio Paiva / Julinho Santos                                  | 3:36    |  |
| 9.             | "Beco Sem Saída"           | Silvio César                                                   | 3:07    |  |
| 10.            | "Miss Negritude"           | Serginho Procópio / Luizinho SP                                | 3:27    |  |
| 11.            | "Paixão Nua e Crua"        | Arlindo Cruz / Acyr Marques / Jorge David                      | 3:42    |  |
| 12.            | "De Sexta a Domingo"       | Marcelo Guimarães / Jorge Cardoso                              | 3:38    |  |
| 13.            | "Olha"                     | Roberto Carlos / Erasmo Carlos                                 | 4:35    |  |
| 14.            | "Em Qualquer Farol"        | Lino Izaguirre / Luiz Menino                                   | 3:16    |  |
| 15.            | "Faça O Que Eu Digo"       | Ribá Nascimento / Clodô Ferreira / Netinho de Paula / Wagninho | 3:44    |  |
| 16.            | "Você Que Sabe"            | Netinho de Paula / Wagninho                                    | 3:44    |  |
| Duração total: | Duração total:             | Duração total:                                                 | 1:03:20 |  |